# Strings (유닉스)
strings는 유닉스 계열 운영 체제에서 실행 파일 같은 바이너리 파일에 삽입된 텍스트 문자열들을 찾고 보여주는 프로그램이다. 이것은 목적 파일과 코어 덤프에서도 사용될 수 있다.
문자열들은 출력 가능하고 NULL 문자로 끝나는 최소 4(기본적으로)개의 문자열들을 찾음으로써 인식된다. 몇몇 구현들은 출력 문자로서 무엇을 인식할지를 결정하는 옵션을 제공하는데 이것은 비 ASCII 그리고 확장 문자 텍스트를 찾는데 유용하다.
일반적인 사용은 이것의 출력을 grep에 파이핑하고 출력을 파일로 보내는 것이다.
이것은 GNU 바이너리 유틸리티 (binutils)의 한 부분으로서 마이크로소프트 윈도우를 포함한 다른 운영 체제들에 포트되었다.

## 예시
strings를 최소 8 문자 길이의 문자열을 프린트하는데 사용한다(이 명령어는 시스템의 BIOS 정보를 출력하므로 root로 실행되어야 한다):
```
dd
 
if
=
/dev/mem
 
bs
=
1k
 
skip
=
768
 
count
=
256
 
2
>/dev/null
 
|
 
strings
 
-n
 
8
 
|
 
less

```

## 같이 보기
- cat
- GNU 디버거
- strip